# Ciao (журнал)
Ciao (яп. ちゃお Тяо) — японский манга-журнал, издавамый ежемесячно компанией Shogakukan. В журнале печатается сёдзё-манга, нацеленная на девочек школьного возраста, преимущественно начальных и средних классов. По данным на 2007 год, это самый продаваемый журнал манги для девушек в Японии.
Первый номер Ciao вышел в 1977 году. Соперниками Ciao являются журналы Ribon , Nakayoshi и RunRun .

## Тиражи
| Год   | 2004      | 2005      | 2007    | 2009    | 2013    | 2016    |
| ----- | --------- | --------- | ------- | ------- | ------- | ------- |
| Тираж | 1,065,000 | 1,033,333 | 982,834 | 815,455 | 543,334 | 480,000 |

## Мангаки
- Ан Накахара
  - Kirarin Revolution
- Тихо Сайто
  - Revolutionary Girl Utena
- Хина
  - Panyo Panyo Di Gi Charat
- Хирому Синодзука
  - Super Pig
  - Koi Suru Purin!
  - Konnichiwa Anne: Before Green Gables
- Киёко Арай
  - Beauty Pop
- Маюки Анан
  - Fushigi Boshi no Futago Hime
  - Cherish!!
- Митиё Акаиси
  - Alpen Rose
  - Dr. Rin ni Kiitemite!
- Мицуру Адати
  - Slow Step
- Нао Ядзава
  - Wedding Peach
- Рицуко Каваи
  - Milky Baby
  - Tottoko Hamutaro (Hamtaro)
- Таэко Икэда
  - Tonde Buurin
- Тацуяма Саюри
  - Happy Happy Clover
- Юкако Иисака
  - Cutey Honey Flash (адаптация манги Го Нагаи)
- Юми Цукирино
  - Pokémon: PiPiPi Adventures (Magical Pokémon Journey)
  - Pocket Monsters Chamo Chamo Pretty
- Юко Кохара
  - mama♥trouble
- Юи Ябути
  - Mizuiro Jidai
  - Naisho no Tsubomi